# Maria Luiza Ribeiro Viotti
Maria Luiza Viotti (Belo Horizonte, 27 de marzo de 1954) es una economista y diplomática brasileña. Desde enero de 2017 es la jefa de gabinete del Secretario General de la ONU António Guterres. Ha sido embajadora de Brasil en Alemania (2013-2016), representante permanente de Brasil en Naciones Unidas (2007-2013) y Presidenta del Consejo de Seguridad de las Naciones Unidas en febrero de 2011.

## Formación
Viotti estudió economía en la Universidad de Brasilia. Se licenció en 1979 y estudió un posgrado en la misma universidad completado en 1981, de la misma universidad. También se formó en la academia diplomática brasileña de Rio Branco Instituto, la academia diplomática brasileña.

## Carrera diplomática
Conocida por su modestia y eficacia en las articulaciones políticas en la ONU, se incorporó al servicio exterior de Brasil en 1976. Desarrolló varios cometidos en el Ministerio de Relaciones Exteriores de Brasil, incluyendo:
- Directora-General del Departamento de Organizaciones Internacionales;
- Directora-General del Departamento de Derechos Humanos y Asuntos Sociales;
- Secretaria General de la División de América Del sur;
- Coordinadora ejecutiva en el gabinete del Ministro de Relaciones Exteriores.

### Responsabilidades exteriores
Viotti fue cónsul en la Embajada brasileña en La Paz, Bolivia, de 1993 a 1995, y de 1985 a 1989 y sirvió como Primera Secretaria en la Misión brasileña de Naciones Unidas, cuándo empezó a especializarse en el Sistema de la ONU.
En 1999,  regresó a la embajada brasileña en las Naciones Unidas como Ministra--Consejera. Viotti fue vicepresidenta del Comité Preparatorio para la Cumbre de la tierra de Johannesburgo y dirigió la delegación de Brasil en las negociaciones de la preparación para la Conferencia Internacional sobre la Financianción para Desarrollo. También fue miembro del grupo Ad hoc del Consejo Económico y Social sobre Guinea-Bissau.
En 2005, Viotti asumió el puesto de Encargada de Negocios de Brasil en las Naciones Unidas, y fue nombrada Representante Permanente de Brasil en las Naciones Unidas por Presidente Luiz Inácio Lula da Silva el 5 de enero de 2007. Presentó credenciales al Secretario General de ONU Ban Ki-moon el 25 de julio de 2007. Fue Presidenta del Consejo de Seguridad de las Naciones Unidas durante el mes de febrero de 2011, cuándo Brasil asumió la presidencia rotatoria del Consejo. Fue sustituida en el cargo por Luiz Alberto Figueiredo el 16 de enero de 2013.

### Candidatura a las Naciones Unidas
A finales de 2015, Maria Luiza Viotti fue nombrada candidata a la Secretaría General de la ONU. Siendo una persona próxima a varios Representantes Permanentes durante décadas; habiendo jugado un importante papel asegurando la estabilidad y conciliación de las fuerzas políticas en Afganistán; y tras haber trabajado durante mucho tiempo a favor de los avances en derechos humanos y desarrollo social de los países más pobres, fue la candidata favorita de Brasil.

### Jefa de Gabinete del Secretario General de la ONU
En diciembre de 2016 el portugués António Guterres, tras ser elegido para ocupar la Secretaría General de la ONU anunció la elección de la embajadora Ribeiro Viotti como jefa de gabinete, cargo que asumió el 1 de enero de 2017 sucediendo al guatemalteco Edmon Mulet. Guterres anunció también la designación de la nigeriana Amina Mohammed, como vicesecretaria general de Naciones Unidas y de la coreana Kyung-wha Kang como asesora especial para asuntos políticos. «Estos nombramientos son los pilares de mi equipo, que seguiré construyendo respetando mis promesas sobre paridad de género y diversidad geográfica», indicó el político portugués en un comunicado.

## Vida personal
Está casada con Eduardo Baumgratz Viotti y tiene un hijo.